# 逍遥山 (中国)
逍遥山，又称西山，江南道教名山，在今江西省南昌市西南。是道教七十二福地之一和净明道的发祥地，山上有著名历史宫观玉隆万寿宫（西山万寿宫）。